# Record di atletica leggera ai Giochi panafricani
Di seguito sono elencati i record di atletica leggera ai Giochi panafricani, un evento a cadenza quadriennale dal 1965, stabiliti dagli atleti che rappresentano le nazioni dell'Associazione dei Comitati Olimpici Nazionali d'Africa.

## Maschili
Dati aggiornati al 17 settembre 2015
| Gara                   | Record     | Atleta                                                    | Paese          | Data                 | Edizione dei Giochi | Note |
| ---------------------- | ---------- | --------------------------------------------------------- | -------------- | -------------------- | ------------------- | ---- |
| 100 m                  | 9"95       | Deji Aliu                                                 | Nigeria        | 11 ottobre 2003      | Abuja 2003          |      |
| 200 m                  | 20"06 *    | Francis Obikwelu                                          | Nigeria        | 18 settembre 1999    | Johannesburg 1999   |      |
| 400 m                  | 44"23 *    | Innocent Egbunike                                         | Nigeria        | agosto 1987          | Nairobi 1987        |      |
| 800 m                  | 1'45"38    | Cosmas Silei                                              | Nigeria        | gennaio 1973         | Lagos 1973          |      |
| 1500 m                 | 3'34"1     | Kip Keino                                                 | Kenya          | luglio 1965          | Brazzaville 1965    |      |
| 5000 m                 | 13'12"51   | Moses Kipsiro                                             | Uganda         | 22 luglio 2007       | Algeri 2007         |      |
| 10000 m                | 27'00"30   | Zersenay Tadese                                           | Eritrea        | 19 luglio 2007       | Algeri 2007         |      |
| Mezza maratona         | 1h02'24"   | Deriba Merga                                              | Etiopia        | 20 luglio 2007       | Algeri 2007         |      |
| Maratona               | 2h14'47" * | Belayneh Dinsamo                                          | Etiopia        | agosto 1987          | Nairobi 1987        |      |
| 110 m ostacoli         | 13"32      | Antonio Alkana                                            | Sudafrica      | 14 settembre 2015    | Brazzaville 2015    |      |
| 400 m ostacoli         | 48"03 *    | Amadou Dia Bâ                                             | Senegal        | agosto 1987          | Nairobi 1987        |      |
| 3000 m siepi           | 8'12"27    | Ezekiel Kemboi                                            | Kenya          | 13 ottobre 2003      | Abuja 2003          |      |
| Salto in alto          | 2,27 m     | Kabelo Kgosiemang                                         | Botswana       | 22 luglio 2007       | Algeri 2007         |      |
| Salto in alto          | 2,27 m *   | Anthony Idiata                                            | Nigeria        | 18 settembre 1999    | Johannesburg 1999   |      |
| Salto con l'asta       | 5,50 m     | Okkert Brits                                              | Sudafrica      | settembre 1995       | Harare 1995         |      |
| Salto in lungo         | 8,23 m *   | Paul Emordi                                               | Nigeria        | agosto 1987          | Nairobi 1987        |      |
| Salto triplo           | 17,12 m *  | Francis Dodoo                                             | Ghana          | 8 agosto 1987        | Nairobi 1987        |      |
| Getto del peso         | 20,25 m    | Frank Elemba                                              | Rep. del Congo | 14 settembre 2015    | Brazzaville 2015    |      |
| Lancio del disco       | 63,61 m    | Omar Ahmed El Ghazali                                     | Egitto         | 13 ottobre 2003      | Abuja 2003          |      |
| Lancio del martello    | 76,73 m    | Chris Harmse                                              | Sudafrica      | 22 luglio 2007       | Algeri 2007         |      |
| Lancio del giavellotto | 85,37 m    | Ihab Abdelrahman El Sayed                                 | Egitto         | 17 settembre 2015    | Brazzaville 2015    |      |
| Decathlon              | 7985 pt.   | Jangy Addy                                                | Liberia        | 11-12 settembre 2011 | Maputo 2011         |      |
| Marcia 20 km           | 1h22'33"   | Hatem Ghoula                                              | Tunisia        | 19 luglio 2007       | Algeri 2007         |      |
| Staffetta 4x100 m      | 38"56 *    | Daniel Effiong Chinedu Oriala Innocent Asonze ?           | Nigeria        | 16 settembre 1999    | Johannesburg 1999   |      |
| Staffetta 4x400 m      | 3'00"34    | Raymond Kibet Alex Sampao Kiprono Koskei Boniface Mweresa | Kenya          | 17 settembre 2015    | Brazzaville 2015    |      |

- Record influenzati dall'altitudine

## Femminili
Dati aggiornati al 17 settembre 2015
| Gara                   | Record     | Atleta                                                          | Paese          | Data              | Edizione dei Giochi | Note |
| ---------------------- | ---------- | --------------------------------------------------------------- | -------------- | ----------------- | ------------------- | ---- |
| 100 m                  | 11"02      | Marie-Josée Ta Lou                                              | Costa d'Avorio | 14 settembre 2015 | Brazzaville 2015    |      |
| 200 m                  | 22"45 *    | Fatima Yusuf                                                    | Nigeria        | 18 settembre 1999 | Johannesburg 1999   |      |
| 400 m                  | 49"43      | Fatima Yusuf                                                    | Nigeria        | agosto 1995       | Harare 1995         |      |
| 800 m                  | 1'56"99 *  | Maria de Lurdes Mutola                                          | Mozambico      | settembre 1999    | Johannesburg 1999   |      |
| 1500 m                 | 4'06"89    | Gelete Burka                                                    | Etiopia        | 22 luglio 2007    | Algeri 2007         |      |
| 3000 m                 | 8'49"33    | Susan Sirma                                                     | Kenya          | settembre 1991    | Il Cairo 1991       |      |
| 5000 m                 | 15'02"72   | Meseret Defar                                                   | Etiopia        | 18 luglio 2007    | Algeri 2007         |      |
| 10000 m                | 31'24"18   | Alice Aprot                                                     | Kenya          | 16 settembre 2015 | Brazzaville 2015    |      |
| Mezza maratona         | 1h10'47"   | Mare Dibaba                                                     | Etiopia        | 15 settembre 2011 | Maputo 2011         |      |
| Maratona               | 2h45'38" * | Hiywot Gizaw                                                    | Etiopia        | settembre 1999    | Johannesburg 1999   |      |
| 100 m ostacoli         | 12"74 *    | Glory Alozie                                                    | Nigeria        | 18 settembre 1999 | Johannesburg 1999   |      |
| 400 m ostacoli         | 54"93      | Muna Jabir Adam                                                 | Sudan          | 22 luglio 2007    | Algeri 2007         |      |
| 3000 m siepi           | 9'31"99    | Ruth Bosibori                                                   | Kenya          | 20 luglio 2007    | Algeri 2007         |      |
| Salto in alto          | 1,96 m *   | Hestrie Cloete                                                  | Sudafrica      | 15 settembre 1999 | Johannesburg 1999   |      |
| Salto con l'asta       | 4,10 m     | Balti Syrine                                                    | Tunisia        | 14 settembre 2015 | Brazzaville 2015    |      |
| Salto con l'asta       | 4,10 m     | Dorra Mahfoudhi                                                 | Tunisia        | 14 settembre 2015 | Brazzaville 2015    |      |
| Salto in lungo         | 6,79 m     | Janice Josephs                                                  | Sudafrica      | 21 luglio 2007    | Algeri 2007         |      |
| Salto triplo           | 14,70 m *  | Françoise Mbango Etone                                          | Camerun        | 18 settembre 1999 | Johannesburg 1999   |      |
| Getto del peso         | 18,12 m    | Vivian Chukwuemeka                                              | Nigeria        | 11 ottobre 2003   | Abuja 2003          |      |
| Lancio del disco       | 58,40 m    | Elizna Naude                                                    | Sudafrica      | 21 luglio 2007    | Algeri 2007         |      |
| Lancio del martello    | 66,91 m    | Laetitia Bambara                                                | Burkina Faso   | 14 settembre 2015 | Brazzaville 2015    |      |
| Lancio del giavellotto | 58,09 m    | Justine Robbeson                                                | Sudafrica      | 20 luglio 2007    | Algeri 2007         |      |
| Eptathlon              | 6278 pt.   | Margaret Simpson                                                | Ghana          | 20-21 luglio 2007 | Algeri 2007         |      |
| Marcia 10 km           | 49'33" *   | Susan Vermeulen                                                 | Sudafrica      | settembre 1999    | Johannesburg 1999   |      |
| Marcia 20 km           | 1h38'28"   | Grace Wanjiru Njue                                              | Kenya          | 15 settembre 2015 | Brazzaville 2015    |      |
| Staffetta 4x100 m      | 43"04      | Emem Edem Endurance Ojokolo Chinedu Odozor Mary Onyali-Omagbemi | Nigeria        | 15 ottobre 2003   | Abuja 2003          |      |
| Staffetta 4x400 m      | 3'27"08 *  |                                                                 | Nigeria        | agosto 1987       | Nairobi 1987        |      |

- Record influenzati dall'altitudine